# Пу Сынкван
Пу Сынкван (кор. 부승관?, 夫勝寬?; род. 16 января 1998 года, Пусан, Республика Корея), более известен под псевдонимом Сынкван — южнокорейский певец и конферансье компании Pledis Entertainment. Участник южнокорейского бой-бэнда Seventeen, входит в саб-юнит BSS вместе с Хоси и DK. 
Помимо этого Пу известен как деятель индустрии развлечений благодаря активному участию в корейских варьете, таких как «Неожиданный вопрос», «Тюремная жизнь дураков» и «Конкурс диктовки айдолов».

## Ранняя жизнь
Пу Сынкван родился в Пусане, но вырос на острове Чеджудо. В школе он участвовал в детских песенных фестивалях, на одном из которых была сделана запись его пения, размещённая в Интернете. В июне 2012 года благодаря этому видео Пу был выбран компанией Pledis Entertainment, искавшей потенциальных звёзд. Пу учился в Сеульской средней школе радиовещания и окончил её в 2016 году.

## Карьера

### 2015—н.в.: Дебют с SEVENTEEN, BSS и сольные проекты
26 мая 2015 года Пу дебютировал в Seventeen с мини-альбомом 17 Carat. В 2018 году Сынкван выпустил сингл «Kind of Love» для саундтрека к сериалу «Мама». Это акустическая баллада о печальной истории любви. 
Сынкван присоединился к Хоси и DK, образовав саб-юнит группы Seventeen под названием BSS, поименованный по фрагментам их имён. 21 марта группа выпустила свой дебютный сингл «Just Do It». В том же году Пу принял участие в ток-шоу «Неожиданный вопрос». Он был удостоен премии MBC Entertainment Awards 2018 в категории «Новичок (музыка и разговоры)».
В 2019 году Пу получил роль в шоу «Тюремная жизнь дураков» и ток-шоу «Пять причудливых братков». 7 сентября 2020 года Пу выпустил сингл «Go »для саундтрека к сериалу «Записки юности». 
29 января 2021 года Пу принял участие в записи саундтрека к сериалу «Любовь в большом городе» под названием «The Reason». Сынкван снялся в телешоу Job Dongsan вместе с Кан Хо Доном и Ынхёком из Super Junior, а также в «Конкурсе диктовки айдолов». Позже он появился в бадминтонном телешоу «Racket Boys» на канале tvN вместе с олимпийским чемпионом О Сан Уком, Чан Сон Гюном, Ян Се Чаном и другими. 
В январе 2022 года Пу был удостоен награды «Артист года — мужчина-айдол» на церемонии вручения премии Korea First Brand Awards 2022. В сентябре он выпустил кавер-версию песни Гарри Стайлза «As It Was» в качестве эксклюзивного материала для Spotify Singles.
BSS вернулись в 2023 году, что стало первым релизом группы за пять лет. Они выпустили отдельный альбом под названием Second Wind с тремя песнями, включая заглавный сингл «Fighting», оба из которых имели коммерческий успех. Позже он принял участие в реалити-шоу Netflix «План дьявола». В июле Сынкван взял паузу, связанную со здоровьем, и вернулся к активной деятельности в сентябре, в преддверии выхода мини-альбома Seventeenth Heaven.

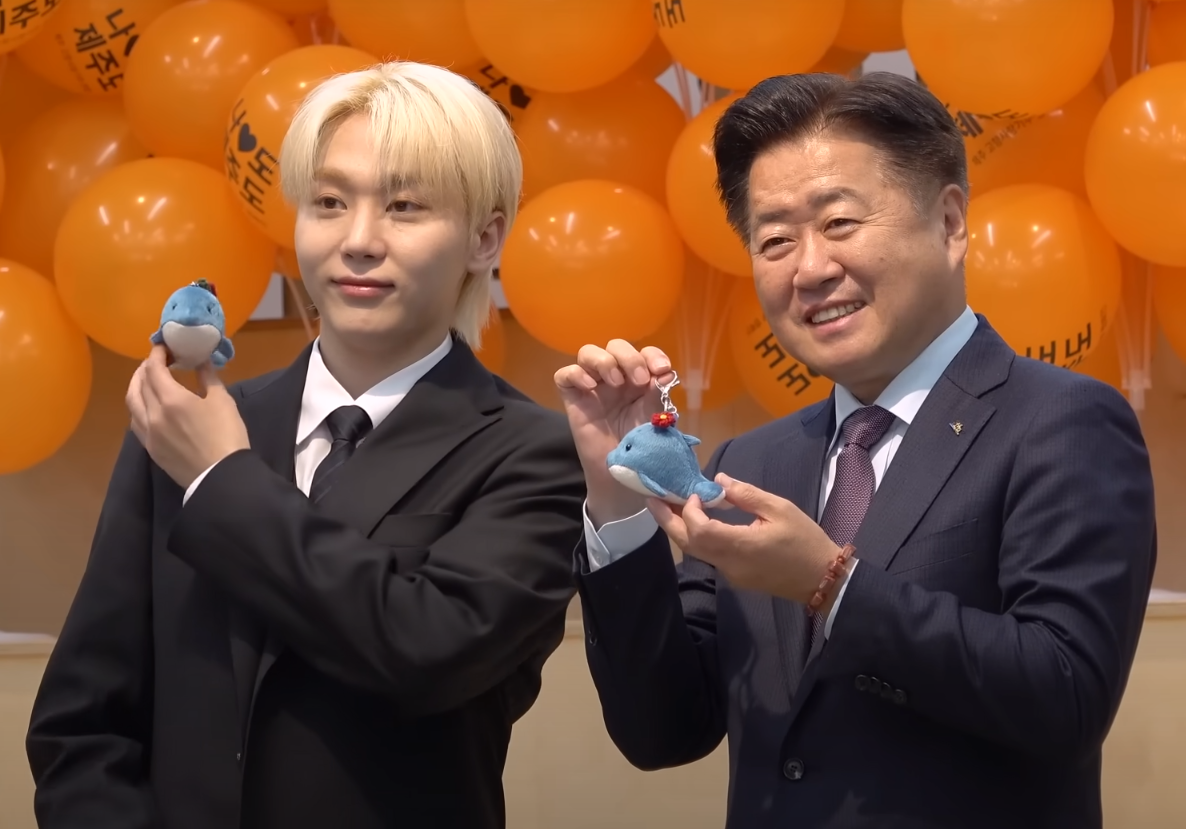
Пу Сынкван с губернатором Чеджудо О Ён Хуном, 2024 год

В феврале 2024 года Сынкван выпустил свой первый сольный сингл под названием «Dandelion». В марте он выпустил сингл «Lonely Stars» в качестве саундтрека к игре «ASTRA: Knights of Veda». 19 ноября 2024 года Сынкван был назначен почётным послом острова Чеджудо, на котором вырос. В феврале 2025 года он выпустил «Somewhere in this Universe» в качестве сундтрека к фильму «Спроси у звёзд».

## Фильмография

### Телешоу
| Год  | Название                 | Роль                    | Примечание |
| ---- | ------------------------ | ----------------------- | ---------- |
| 2018 | Неожиданный вопрос       | Член актёрского состава |            |
| 2019 | Тюремная жизнь дураков   | Член актёрского состава |            |
| 2019 | Пять причудливых братков | Член актёрского состава |            |
| 2021 | Job Dongsan              | Член актёрского состава |            |
| 2021 | Racket Boys              | Член актёрского состава | Серии 1—12 |

### Веб-шоу
| Год  | Название                 | Роль                    | Примечание |
| ---- | ------------------------ | ----------------------- | ---------- |
| 2021 | Конкурс диктовки айдолов | Член актёрского состава | 1 сезон    |
| 2023 | План Дьявола             | Член актёрского состава | 6 место    |

## Дискография

### Синглы
| Название           | Год  | Наивысшая позиция в чарте | Альбом                 |
| Название           | Год  | KOR                       | Альбом                 |
| ------------------ | ---- | ------------------------- | ---------------------- |
| Dandelion (민들레) | 2024 | 190                       | Не относится к альбому |

### Саундтреки
| Название                                                                   | Год  | Наивысшая позиция в чарте | Наивысшая позиция в чарте | Наивысшая позиция в чарте | Album                        |
| Название                                                                   | Год  | KOR                       | KOR Hot                   | JPN Hot                   | Album                        |
| -------------------------------------------------------------------------- | ---- | ------------------------- | ------------------------- | ------------------------- | ---------------------------- |
| «Kind of Love»                                                             | 2018 | —                         | —                         | —                         | Mother OST                   |
| «Go»                                                                       | 2020 | —                         | —                         | —                         | Record of Youth OST          |
| «Reasons»                                                                  | 2021 | —                         | —                         | —                         | Lovestruck in the City OST   |
| «Is It Still Beautiful» (여전히 아름다운지) c Уджи и DK, оригинал Ким Ён У | 2021 | 25                        | 22                        | —                         | Hospital Playlist OST Part 8 |
| «Pit a Pat»                                                                | 2022 | —                         | —                         | —                         | Link: Eat, Love, Kill OST    |
| «Betting» с Катори Шинго, Джонханом и Мингю                                | 2023 | —                         | —                         | 31                        | War of Traps OST             |
| «Still You»                                                                | 2023 | —                         | —                         | —                         | Dr. Romantic Season 3 OST    |
| «The Moment You Arrive»                                                    | 2023 | —                         | —                         | —                         | Tell Me That You Love Me OST |
| «Lonely Stars»                                                             | 2024 | —                         | —                         | —                         | Astra: Knights of Veda OST   |
| «Somewhere in this Universe»                                               | 2025 | —                         | —                         | —                         | Спроси у звёзд OST           |

## Награды и номинации
| Награда | Год  | Категория                   | Номинант/Работа                              | Результат | Ист.   |
| --- | ---- | --------------------------- | -------------------------------------------- | --------- | ------ |
| MBC Entertainment Awards | 2018 | Новичок (Музыка и Разговор) | «Неожиданный вопрос», «Лучший певец в маске» | Победа    | [ 10 ] |
| Korea First Brand Awards | 2019 | Артист года — мужчина-айдол | Артист года — мужчина-айдол                  | Номинация | [ 36 ] |
| Korea First Brand Awards | 2022 | Артист года — мужчина-айдол | Артист года — мужчина-айдол                  | Победа    | [ 15 ] |
| Примечание: В случае, когда графы «Категория» и «Работа» объединены, означает, что награда вручается непосредственно самому Пу Сынквану |      |                             |                                              |           |        |